# Bruno Sattler

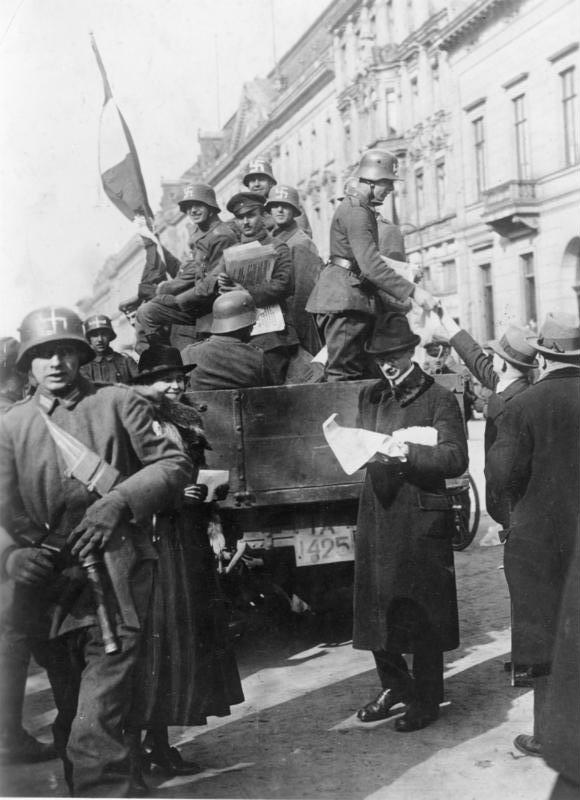
Medlemmar ur Marinebrigade Ehrhardt i samband med Kappkuppen år 1920.

Bruno Wilhelm Berthold Martin, född 17 april 1898 i Schmargendorf (i nuvarande Berlin), död 15 oktober 1972 i fängelset Leipzig-Meusdorf, var en tysk SS-Sturmbannführer och Kriminaldirektor. Under andra världskriget var han chef för avdelning IV:A2 inom Reichssicherheitshauptamt, Tredje rikets säkerhets- och underrättelseministerium. Från 1942 till 1944 var Sattler chef för Gestapo i det av Tyskland ockuperade Belgrad.

## Biografi
Sattler studerade nationalekonomi och botanik vid universitetet. År 1920 blev han medlem i frikåren Marinebrigade Ehrhardt och deltog i Kappkuppen. Sattler fick anställning vid Kriminalpolizei 1928 och gick en utbildning till Kriminalkommissar. När Gestapo grundades 1933 gick Sattler över till denna polismyndighet. Han var ansvarig för mordet på de fyra kommunisterna John Schehr, Eugen Schönhaar, Erich Steinfurth och Rudolf Schwarz, som sköts ihjäl under flyktförsök vid Schäferberg i västra Berlin i början av februari 1934.
År 1939 grundades Reichssicherheitshauptamt (RSHA), som var Tredje rikets säkerhets- och underrättelseministerium. Sattler utsågs till chef för avdelning IV:A2, som bland annat sysslade med sabotagebekämpning. 
Den 22 juni 1941 anföll Tyskland sin tidigare bundsförvant Sovjetunionen och inledde Operation Barbarossa. Enligt Adolf Hitler innebar kriget mot Sovjetunionen ett ideologiskt förintelsekrig och den ”judisk-bolsjevikiska intelligentian” måste elimineras. Efter de framryckande tyska arméerna följde Einsatzgruppen, mobila insatsgrupper. Chefen för RSHA, Reinhard Heydrich, gav insatsgrupperna i uppdrag att mörda judar, romer, partisaner, politiska kommissarier (så kallade politruker) och andra personer som ansågs hota Tredje rikets säkerhet. I likhet med andra avdelningschefer inom RSHA kommenderades Sattler till Einsatzgruppen i det av Tyskland ockuperade Sovjetunionen. Från september 1941 till januari 1942 var han ordonnansofficer i Vorkommando Moskau som ingick i Einsatzgruppe B.

### Gestapochef i Belgrad

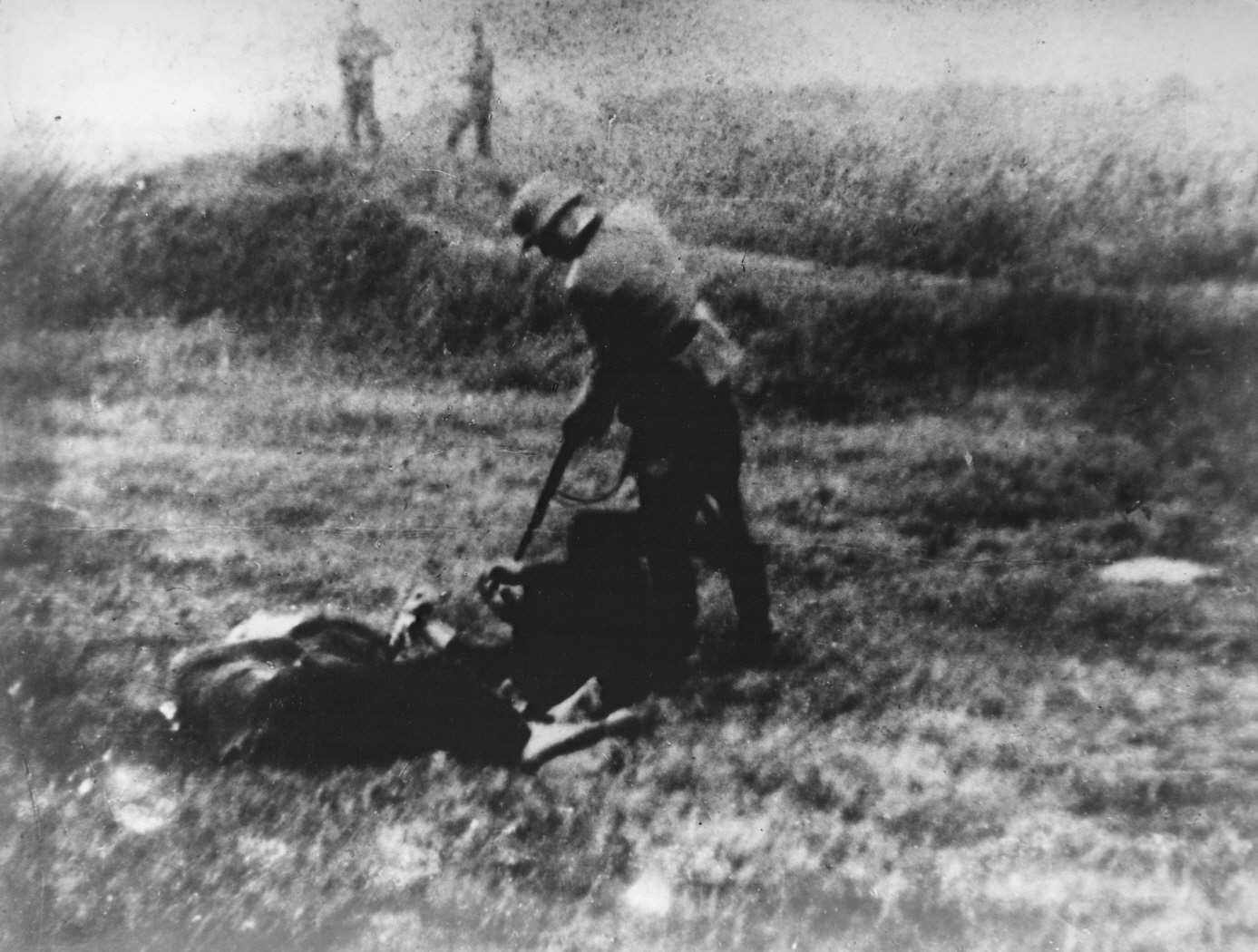
En tysk soldat siktar på en fånge i Jajinci.

I början av 1942 utnämndes Sattler till chef för Gestapo i Belgrad. I detta ämbete var han underordnad Emanuel Schäfer, befälhavare för Sicherheitspolizei (Sipo) och Sicherheitsdienst (SD) i Serbien. I Serbien hade Gestapo i huvudsak i uppgift att bekämpa kommunister och motståndsrörelser. De huvudansvariga för förintelsen i Serbien var, förutom Sattler och Schäfer, Herbert Andorfer, som var kommendant för koncentrationslägret Sajmište, och dennes ställföreträdare Edgar Enge. I mars 1942 levererade RSHA en gasvagn till lägret. Under loppet av cirka två månader gasades omkring 8 000 judiska kvinnor och barn i denna gasvagn. Detta skedde med Sattlers goda minne. I november 1943 anlände SS-Standartenführer Paul Blobel till Belgrad och beordrade Sattler att tillhandahålla manskap för att gräva upp mördade serber och judar för att bränna dem på bål och därmed utradera alla spår av massmordet. Detta skedde bland annat vid Jajincis skjutfält.
Från december 1944 till april 1945 var Sattler samordningsman för den tyska reträtten från Ungern.

### Rättegång
Efter andra världskriget gick Sattler under jorden och antog falskt namn. År 1947 kidnappades Sattler på anstiftan av Erich Mielke och internerades i olika NKVD-fängelser i Berlin och Moskva. År 1952 dömdes Sattler av en östtysk domstol till livstids fängelse för krigsförbrytelser. Han avled i fängelset 1972.
Sattlers dotter Beate Niemann (född 1942) publicerade 2005 en biografi över sin far: Mein guter Vater: Mein Leben mit seiner Vergangenheit: Eine Täterbiographie. Hennes efterforskningar ligger till grund för dokumentärfilmen Der gute Vater: Eine Tochter klagt an från 2003.